# 투지 (가수)
투지(페르시아어: توجی, 노르웨이어: Tooji, 본명: 투라즈 카슈카르(페르시아어: تورج کشتکار, 노르웨이어: Touraj Keshtkar), 1987년 3월 26일 ~ )는 노르웨이의 가수이다. 유로비전 송 콘테스트 2012에서 노르웨이 대표로 참가했다.

## 음반

### EP
- Stay (2012년 1월 16일 발매)
- Father (2015년 5월 20일 발매)